# Princes Ice Hockey Club

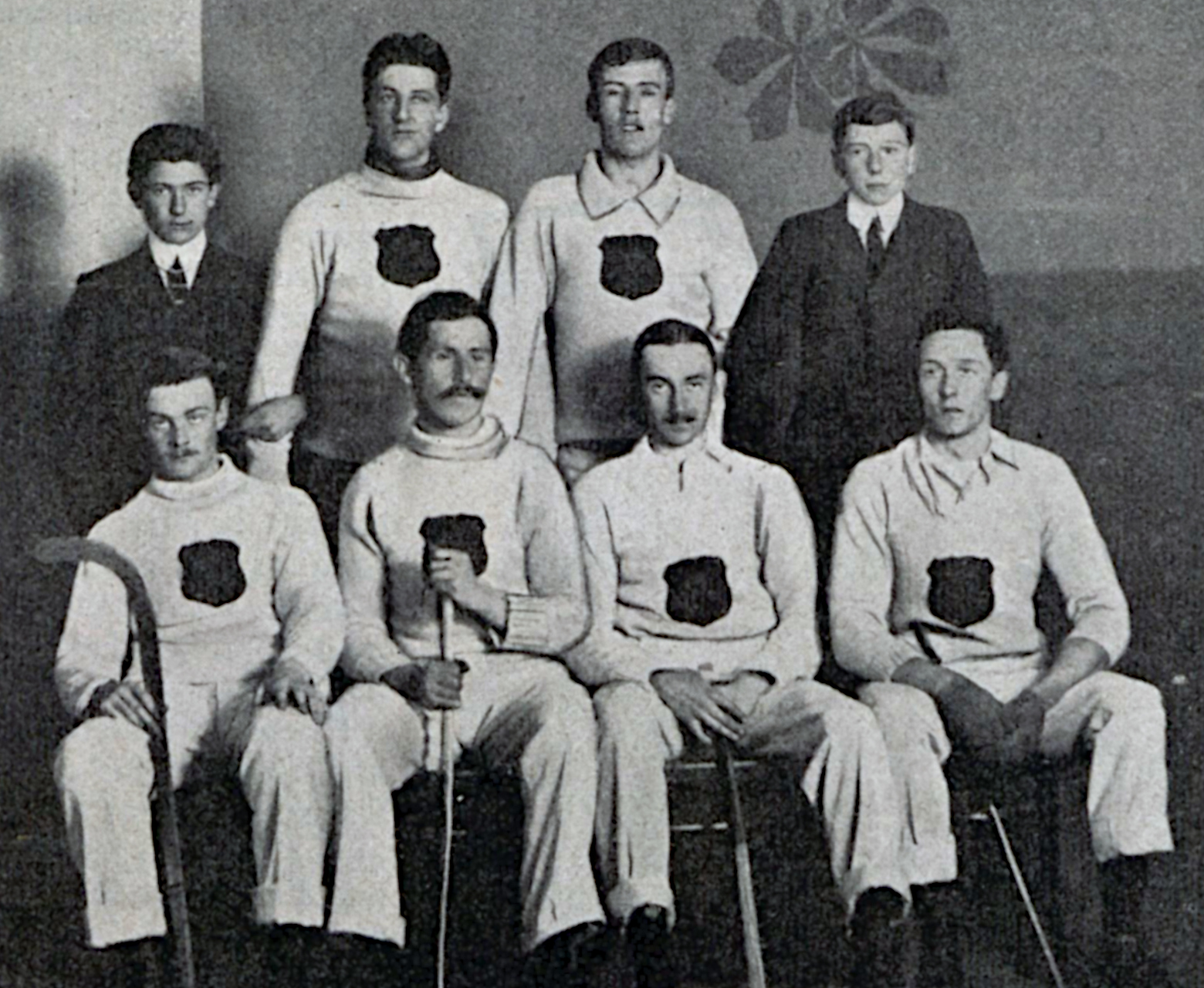
Mannschaft des Princes Ice Hockey Club (Januar 1904): Hintere Reihe v. l. n. r.: Albert Noel Macklin, G.K. Sullivan, C. Vernon, Nigel Haig; Vordere Reihe: H. Clayton, B. M. “Peter” Patton, G.I. Howell, Charlie W. N. Napier

Der Princes Ice Hockey Club (auch Prince’s Skating Club) war einer der ersten und einflussreichsten europäischen Bandy- und Eishockeyvereine und wird von manchen Quellen als erster Eishockeyclub in Großbritannien angesehen.

## Geschichte
Das Ende 1896 durch Peter Patton gegründete Team war im Prince’s Skating Club in Hammersmith ansässig. Damalige Gegner waren Mannschaften, die ungefähr zur gleichen Zeit gegründet wurden, wie der Niagara IHC, Brighton IHC und die Royal Engineers IHC. Die London Canadiens wurden 1902 ebenfalls im Prince’s Skating Club gegründet und beide Mannschaften nahmen an der ersten Eishockeyliga Europas teil, der English Ice Hockey League, die von November 1903 bis Februar 1904 ausgetragen wurde. Princes IHC belegte den zweiten Platz in der Liga mit fünf Teams.
| Mannschaftskader gegen CP Paris am 17. Feb. 1906 |
| --- |
| Stürmer: Charlie Napier – J.H. Howell – Tommy Unite Halbfeld: Harold H. Duden Verteidiger: Bethune Minet Patton (C) – Albert N. C. Macklin Torwart: Tom G. Cannon |

Der Club nahm außerdem an mehreren Bandy-Turnieren teil, darunter das Internationale Bandyturnier Davos und den Grindelwald Cup. Letzteren gewann der Club dreimal in Folge.
Nach einem Bandyturnier in Davos spielte der Princes Ice Hockey Club im Januar 1904 erstmals ein kanadisches Eishockeyspiel außerhalb des Vereinigten Königreichs, als das Team in Lyon gegen den Sporting Club de Lyon 2:0 gewann. Wenige Tage später folgte ein weiterer Sieg gegen Club des Patineurs de Paris. Im Januar 1906 reiste der Princes IHC abermals nach Lyon, gewann dort erneut gegen den SC Lyon und wenige Tage später in Paris gegen den Club des Patineurs de Paris. 1907 spielten sie erneut gegen Lyon und einige Tage später gegen die Fédération des Patineurs de Belgique in Brüssel.
Im November 1908 vertrat der Princes IHC England beim ersten internationalen Eishockeyturnier in Berlin im neu eröffneten Berliner Eispalast und besiegten den Berliner HC und den Club des Patineurs de Paris, um das Turnier zu gewinnen.
| 5. November 1908 | Prince’s Ice Hockey Club Harold Duden | 3:2 (2:0, 1:2) | Club des Patineurs de Paris | Eispalast, Berlin Zuschauer: 3.000 |

Die siegreiche Mannschaft bestand aus dem Torhüter Tom Cannon, den Abwehrspielern Peter Patton und Thomas Unite, dem Rover Harold Duden sowie den Stürmern William Duden, H. A. Lawford und C. B. Mundey. Im Dezember 1908 absolvierte der Club das erste Spiel nach den Regeln der im Mai 1908 gegründeten Ligue Internationale de Hockey sur Glace auf britischem Boden gegen den Club des Patineurs de Paris.
Im Januar 1909 traten sie als Vertreter Englands beim Coupe de Chamonix und besiegten im entscheidenden letzten Spiel den französischen Vertreter nach dreimaliger Verlängerung.
| 25. Januar 1909 | Club des Patineurs de Paris Pierre Daniel-Blayn | 1:2 n. V. (0:0, 1:1, 0:0, 0:0, 0:0, 0:1) | Prince’s Ice Hockey Club Hugo Stonor Harold Duden | Chamonix |

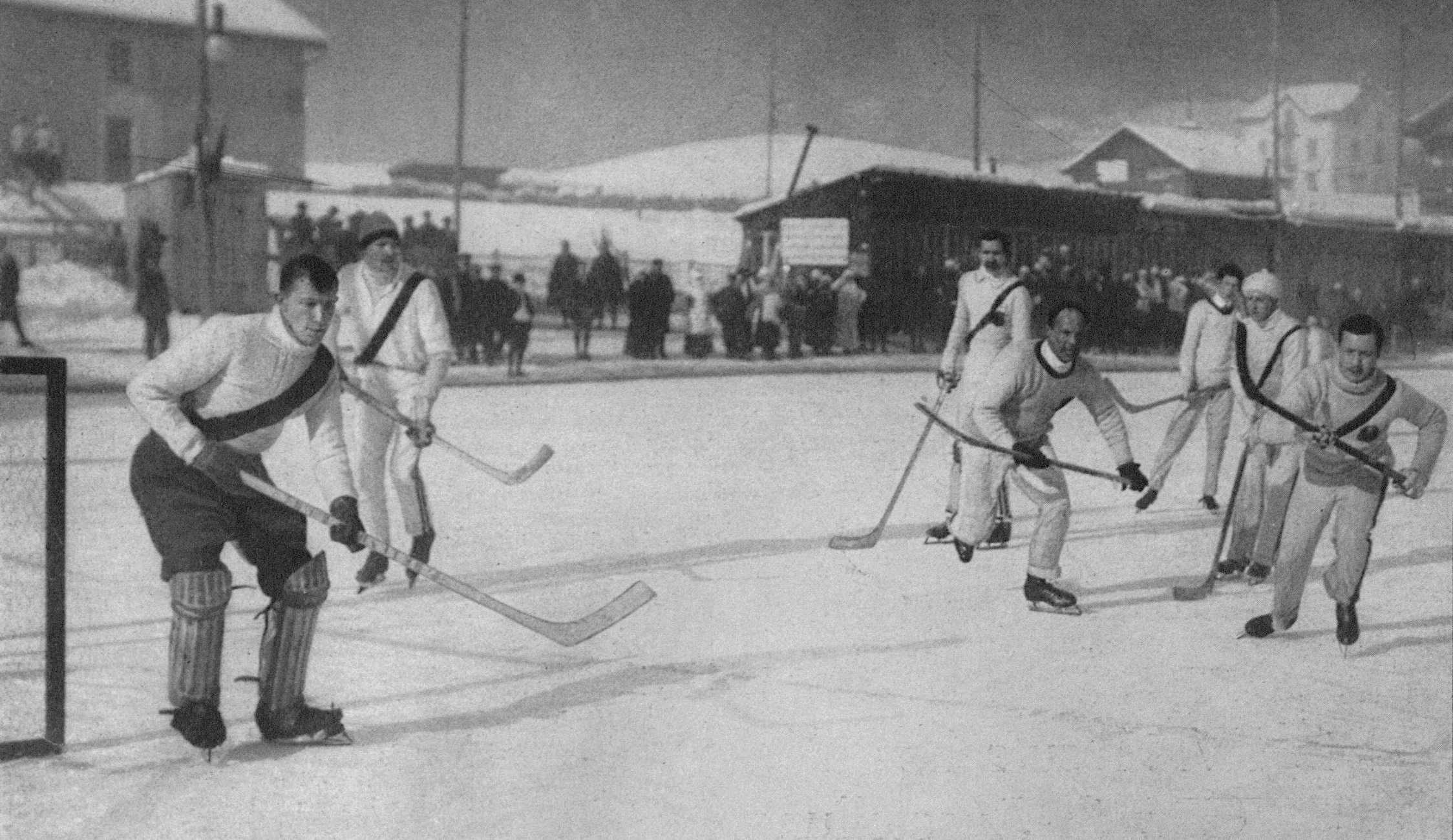
Coupe de Chamonix 1911: Princes IHC (in weißen Trikots) gegen die belgische Mannschaft (schwarze Schärpe)

In den folgenden Jahren unternahm der Princes IHC zusammen mit den Nachfolgern der London Canadians, den Oxford Canadians, im Winter Reisen durch Europa, um das Eishockeyspiel nach den kanadischen Regeln der LIHG bekannter zu machen und die Standardisierung dieser Regeln zu fördern. Mit dem Ausbruch des Ersten Weltkriegs schloss der Princes Skating Club und damit auch die Eishockeymannschaft.
1927 wurde ein neuer Princes Ice Hockey Club gegründet, der auf der Westminster-Eisbahn spielte. Dieser Club zog 1930 auf die Eisbahn des Queen’s Club um und nahm im  folgenden Jahr den Spielbetrieb in der English League auf. In dieser Zeit spielte der Club teils als Princes and Queens. 1933 fusionierte der Princes IHC mit dem Queens Ice Hockey Club.

## Erfolge
- Englischer Meister: 1899, 1900, 1901, 1905, 1906, 1908, 1909, 1912, 1914
- Internationales Eishockeyturnier Berlin: Sieger 1908
- Eishockeyturnier in Les Avants: Sieger 1914
- Coupe de Chamonix: Sieger 1909, 1914 (1914 auch LIHG-Meisterschaft)